# Udaya Music
Udaya Music est une chaîne de musique kannada de Sun TV Network.
Initialement lancée comme U2 (Udaya 2), elle fut renommée Udaya Music.